# Chrysobothris cribraria
Chrysobothris cribraria es una especie de escarabajo del género Chrysobothris, familia Buprestidae. Fue descrita científicamente por Mannerheim en 1837.
Mide de 7-14 mm.
Se encuentra en Texas, Florida, Quebec y Territorios del Noroeste.
Las larvas se hospedan en varios pinos.